# Promenader och utflykter
Promenader och utflykter är samlingstiteln på Gunnar Ekelöfs två prosaböcker Promenader (1941) och Utflykter (1947), utgivna av Bonniers förlag. 1963 gavs de första gången ut tillsammans i en volym under titeln Promenader och utflykter.
Ekelöfs egen beteckning på dessa texter var "småprosa". Genremässigt rör de sig mellan novellistiska och essäistiska inslag. Uttrycket pendlar mellan klar realism, avspänt kåserande och romantiskt dagdrömmeri. De flesta av texterna har självbiografiskt innehåll, bland annat En outsiders väg i Utflykter som är en central text i Ekelöfs författarskap. Geografiskt rör de sig mellan skilda miljöer som Stockholm, Lappland, Paris och Mörkö.

## Utgåvor
- Promenader – originalutgåva Bonniers 1941
- Utflykter – originalutgåva Bonniers 1947
- Verklighetsflykt – urval ur Promenader och Utflykter samt två nya texter, 1958
- Promenader och utflykter – samlingsvolym, Bonniers 1963 och 1985 (pocket)
- Skrifter 6, Promenader och annan litterär prosa – Bonniers 1992 (Ekelöfs samlade skrifter)